# 돌마자
돌마자(학명: Microphysogobio yaluensis)는 잉어목 잉어과에 속하는 민물고기로 한국고유종이다. 다른 이름으로 압록돌붙이, 돌매자라고 불린다.

## 생태
주로 맑은 물이 흐르고 바닥에 모래가 깔려 있는 곳에 산다. 낙동강, 영산강, 남강에 주로 산다. 형태는 주로 원통형이고 몸길이는 5~10cm정도이며 배쪽이 편평해서 바닥에 붙을 수 있다. 등쪽은 갈색에서 청갈색 사이이고 점이 6~7개 정도 나있다. 배쪽은 하얀색이다.

## 산란
시기는 5~6월이고 산란시기에는 암컷과 수컷이 다같이 주둥이의 기부,가슴지느러미의 기부,배지느러미의 기부가 주황색을 띈다. 산란 시기가 되면 암컷과 수컷 20여마리가 몰려다니다가 수초에 알을 낳고 수정을 한다.

## 같이 보기
- 여울마자